# Kasem Bundit University Stadium
Das Kasem-Bundit-University-Stadion ist ein Fußballstadion im Bezirk Min Buri in der thailändischen Hauptstadt Bangkok. Die Spielstätte hat ein Fassungsvermögen von 2000 Personen und ist Heimstadion des Viertligisten Kasem Bundit University Football Club.
Eigentümer sowie Betreiber ist die Kasem-Bundit-Universität.

## Nutzer des Stadions
| Verein                     | Zeitraum der Nutzung |
| -------------------------- | -------------------- |
| MOF Customs United FC      | 2007 bis 2009        |
| Kasem Bundit University FC | 2008 bis 2010        |
| Kasem Bundit University FC | 2012 bis heute       |